# Månlavmal
Månlavmal (Karsholtia marianii) är en fjärilsart som beskrevs av Hans Rebel 1936. Månlavmal ingår i släktet Karsholtia och familjen äkta malar. Enligt den svenska rödlistan är arten nära hotad i Sverige. Arten förekommer i Götaland och Öland. Artens livsmiljö är skogslandskap, jordbrukslandskap. Inga underarter finns listade i Catalogue of Life.